# Ingrid Claes (politica)

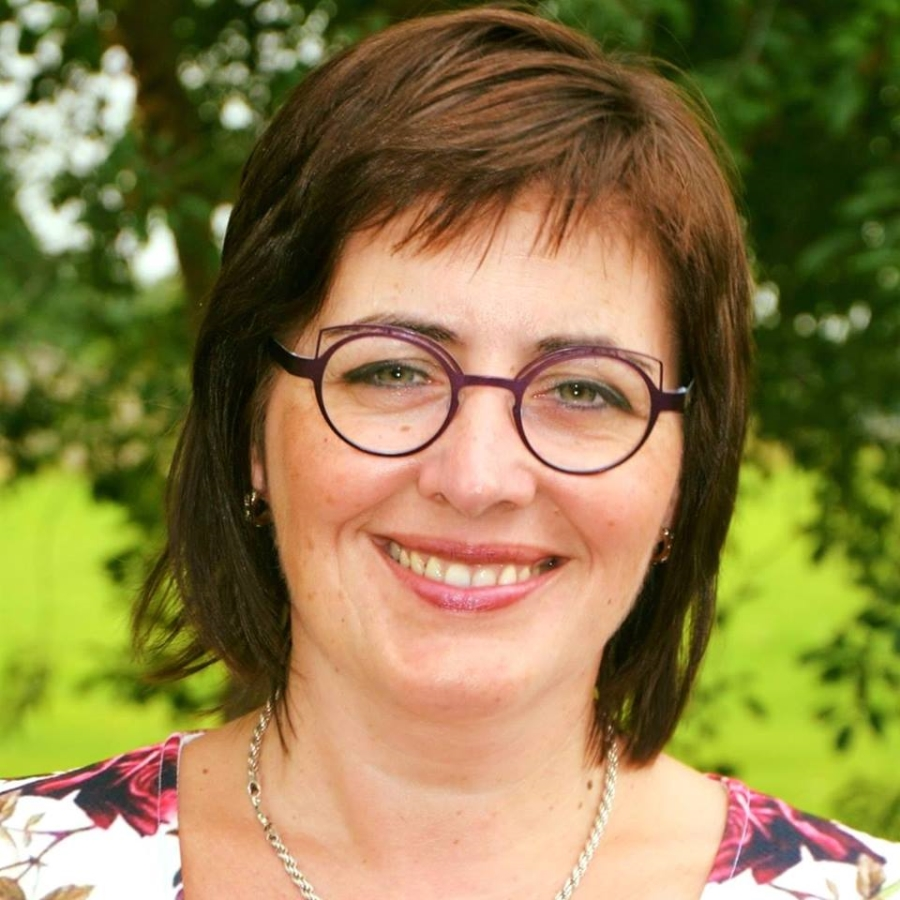
Ingrid Claes Politica

Ingrid Claes (Hasselt, 14 april 1968) is een Belgisch politica voor de Vlaamse partij CD&V.

## Levensloop
Claes behaalde in 1991 een licentiaat in de politieke en sociale wetenschappen aan de Katholieke Universiteit Leuven. Van 1995 tot 1996 was ze redactiemedewerker op de persdienst van de toenmalige CVP. Daarna werkte ze van 1996 tot 2008 als verantwoordelijke voor contactpunt en prospectie bij het onafhankelijke ziekenfonds Euromut.
Van maart 2008 tot juni 2010 was ze voor CD&V lid van de Kamer van volksvertegenwoordigers als opvolger van de vrijgekomen zetel van Carl Devlies die staatssecretaris werd. Ze was lid van de commissie Sociale Zaken en de commissie Defensie. 
Na haar parlementaire loopbaan werd ze in 2012 enkele maanden kabinetsverantwoordelijke bij Vlaams-Brabants gedeputeerde Elke Zelderloo en van 2013 tot 2014 parlementair medewerkster van Nik Van Gool. Daarna ging ze in 2014 als stafmedewerker werken bij Landelijke Thuiszorg, vanaf 2020 Ferm Thuiszorg.
In 1994 werd zij voor het eerst verkozen als gemeenteraadslid in Geetbets, een mandaat dat ze nog steeds uitoefent. Van 2007 tot 2012 was ze in Geetbets tevens schepen van jeugd, leefmilieu, landbouw, feestelijkheden, bibliotheek en gelijke kansen. In 2013 werd ze geen schepen meer omdat haar partij in de oppositie belandde. 
Ook was ze van 2000 tot 2008 en van 2012 tot 2018 provincieraadslid van Vlaams-Brabant.
Claes is getrouwd en heeft twee kinderen.